# 칼리마코스 (문관)

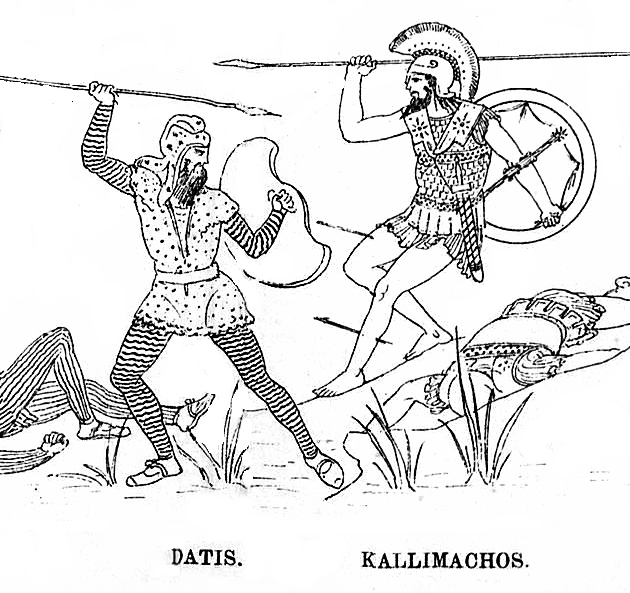

칼리마코스(Callimachus, Καλλίμαχος, ? ~ 기원전 490년)는 고대 그리스의 도시국가 아테나이의 문관으로 제1차 그리스-페르시아 전쟁 당시 마라톤 전투에서 전사했다.
높은 3명의 집정관 중 군대 지휘를 맡는 폴레마르크였으며 기원전 490년 제1차 그리스-페르시아 전쟁이 발발하자 페르시아에 대한 강경 정책을 주장했다.
그의 주장은 받아들여져 아테나이와 플라타이아이인들과 마라톤 전투에서 페르시아군을 격파했으나 그 와중에 전사했다.

## 같이 보기
- 제1차 그리스-페르시아 전쟁